# Xerospermophilus tereticaudus
O esquilo Xerospermophilus tereticaudus, conhecido como "Ardillón cola redonda" em espanhol e "Round-tailed ground squirrel" em inglês, vive no deserto do sudoeste dos Estados Unidos e no noroeste do México. Eles são chamados de "esquilos-terrestres" porque se enterram em solo solto, geralmente sob árvores mesquite e arbustos  Larrea tridentata.

## Características
A maioria dos esquilos da espécie é muito pequena. O peso ao nascer é de aproximadamente 3,9 gramas. Os adultos pesam cerca de 125 gramas. Todos têm uma cauda longa e redonda e patas traseiras longas e peludas. Eles não têm marcas na pelagem, mas têm uma cor arenosa uniforme, que combina com o solo em que se enterram. A parte inferior do corpo é geralmente de um tom mais claro. Os esquilos têm, em média, de 204 a 278 milímetros de comprimento, incluindo a cauda, que tem de 60 a 112 milímetros de comprimento.
- No Desert Botanical Garden, em Phoenix

## Ciclo de vida

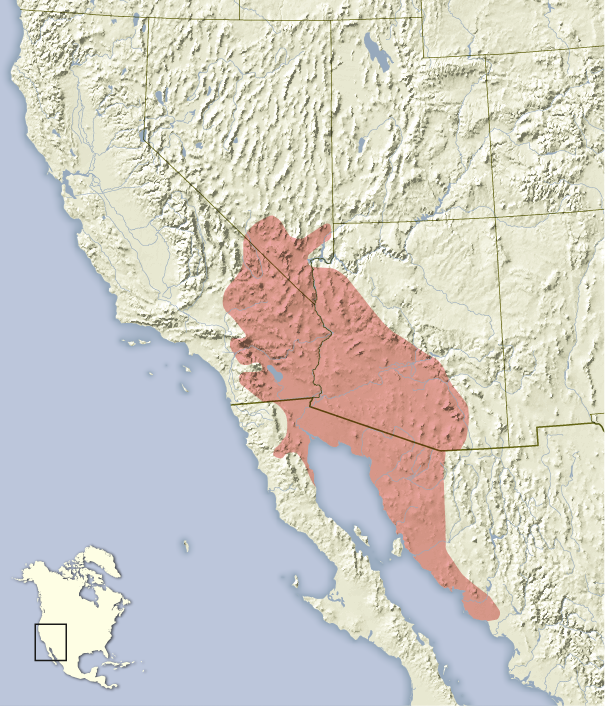
Distribuição da espécie

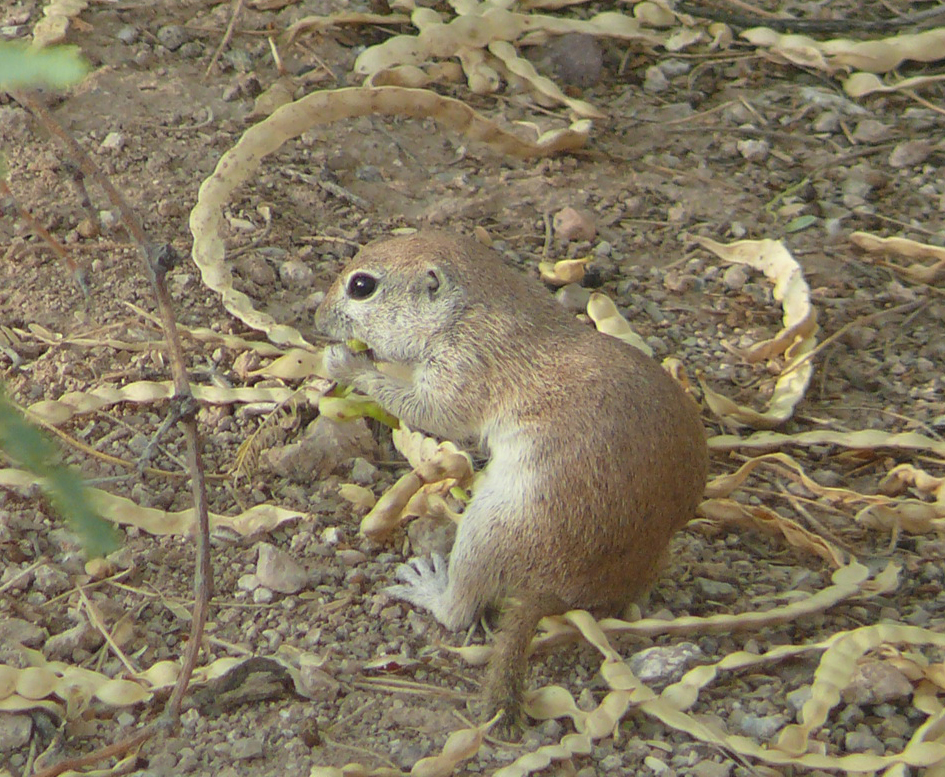
Um esquilo terrestre mastiga uma vagem de algaroba

O período de gestação [en] é de 28 dias. Nasce uma média de 5,4 filhotes em cada ninhada. Eles atingem a maturidade sexual aos 325 dias. Há poucas informações sobre a longevidade desses animais, mas um espécime nascido na natureza viveu aproximadamente 8,9 anos em cativeiro. Eles são presas de coiotes, texugos, falcões e cobras. O X. tereticaudus também foi encontrado com o parasita coccidiasina Eimeria vilasi, normalmente encontrado em outros roedores e em roedores marmotinos do Velho Mundo.

## Comportamento

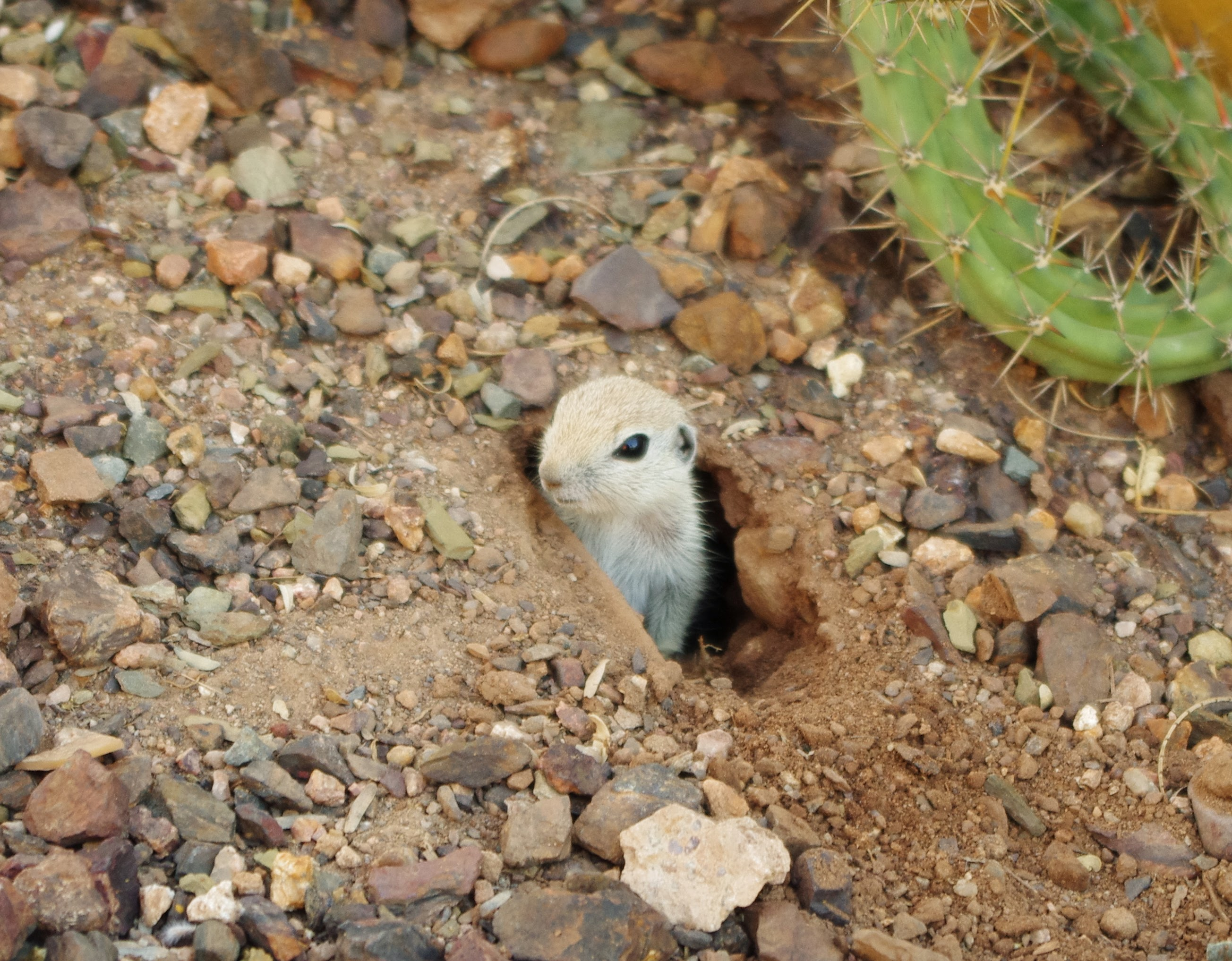
Esquilo espiando para fora da toca

Os esquilos-terrestres são bem adaptados à vida no deserto, pois residem principalmente nas regiões desérticas do sudoeste dos Estados Unidos, nordeste da Baja California e noroeste do México, especificamente no estado de Sonora. Eles podem permanecer ativos mesmo nos dias mais quentes, embora tendam a limitar sua atividade durante o calor do sol da tarde, vivem no subsolo durante o inverno, geralmente do final de agosto ou setembro até janeiro, ou fevereiro. Entram em torpor, mas não hibernam. Os machos são ativos primeiro no final de janeiro, pois começam a se acasalar em março. O ciclo de atividade dos esquilos-terrestres faz com que eles não sejam agressivos ou competitivos. Suas principais atividades incluem cuidar de recém-nascidos, encontrar melhor proteção para seus recursos e reduzir a predação. Eles perseguem uns aos outros e também acariciam-se.
O maior predador do esquilo é a cobra - o tipo de cobra varia conforme a localidade. Como resultado, os esquilos-terrestres evoluíram para realizar exibições anti-predadores para se defenderem. Esses esquilos tendem a se exibir de forma proeminente, movendo especificamente a cauda para frente e para trás horizontalmente. Eles também se aproximam do predador e, às vezes, jogam um pouco de terra.

## Estrutura social
Os esquilos têm uma estrutura social semicolonial e alertam os outros sobre o perigo iminente com um grito de alarme agudo. Mas eles afugentam outros esquilos que se aproximam demais de sua própria toca. Os machos são dominantes durante a época de reprodução (de janeiro a março). As fêmeas dominam durante a criação dos filhotes (março e abril). No entanto, estudos recentes sugerem que eles podem ter uma estrutura populacional matrilinear com mais socialização do que o previsto. Isso significa que os X. tereticaudus podem ter uma tendência maior a se socializar dentro de grupos familiares de esquilos fêmeas.

## Dieta
A espécie é onívora e a maioria de sua dieta é composta por vegetação verde, especialmente no verão. Eles também comem sementes e insetos (formigas, cupins e gafanhotos). A maioria de seus alimentos é escolhida pelo alto teor de água devido à escassez de água disponível em seu ambiente. O teor médio de água dos alimentos que consomem é de 80%.
Os esquilos preferem sementes e partes de gramíneas e flores, mas podem subir em arbustos e árvores para se alimentar.